# Castillo Montezuma
El Castillo Montezuma (en inglés: Montezuma Castle) es un hotel de 90.000 pies cuadrados (8.400 m²), en un edificio estilo reina Ana de 400 habitaciones erigido justo al noroeste de la ciudad de Las Vegas, Nuevo México en 1886 (el sitio fue en el momento llamado "Las Vegas Hot Springs", pero ahora se conoce como "Moctezuma"). El castillo actual es en realidad el tercero en el sitio, los dos primeros (que datan de 1881 y 1885) fueron los primeros edificios en Nuevo México en tener luz eléctrica, y los dos se quemaron.